# Gelasma sublustris
Gelasma sublustris là một loài bướm đêm trong họ Geometridae.